# Martin Van Buren
Martin Van Buren (født 5. december 1782, død 24. juli 1862) var USA's 8. præsident. Han var præsident i perioden 1837-1841, opstillet for Demokraterne. Van Buren regnes for grundlæggeren af Demokraterne, som han stiftede efter lukningen af Demokrat-Republikanerne.
Martin Van Buren var den første amerikanske præsident, der ikke var født som undersåt i Det Britiske Imperium.